# Rubus colmariensis
Rubus colmariensis är en rosväxtart som först beskrevs av Franz Joseph Spribille, och fick sitt nu gällande namn av Abraham van de Beek. Rubus colmariensis ingår i släktet rubusar, och familjen rosväxter. Inga underarter finns listade i Catalogue of Life.